# Marjorie Hoare
Marjorie Hoare (Gibraltar, 1929-27 de março de 2020) foi uma radialista e escritora britânica, natural e residente em Gibraltar. Foi uma das primeiras radialistas de Gibraltar, tendo sido agraciada como membro da Ordem do Império Britânico pelos serviços prestados em prol da literatura e da cultura gibraltinas.
Marjorie nasceu em 1929, em Gibraltar. Em 1940, com 11 anos, acompanhou a família no exílio, fugindo à probabilidade de uma invasão alemã daquela possessão britânica durante  II Guerra Mundial. De Bearsted Kent passou à Madeira, permanecendo na ilha cinco anos. Nesse período apaixonou-se pela ilha, ali regressando anualmente a partir de 1951.
Foi uma das primeiras vozes da Rádio Gibraltar, passando depois a British Forces Broadcasting Service, onde passou a maior parte da sua carreira. Apresentava um programa de grande popularidade, sendo conhecida pelas entrevistas aprofundadas, e descrita como uma "profissional consumada".

## Obra publicada
Em junho de 1966 realizou uma reportagem radiofónica sobre a Madeira, transmitida pela Rádio de Gibraltar, e pela Estação Rádio da Madeira em janeiro de 1967.
a 28 de setembro de 2004, lançou no Hotel Quinta da Penha de França o livro The Quintas of Madeira, cobrindo mais de 60 quintas tradicionais madeirenses, publicado no Funchal com tiragem de 2.500 exemplares.
Publicou ainda o livro de poesias Sunlight and Shadows, inspirado na Madeira.